# Montargull (la Vansa i Fórnols)
Montargull o Montargull de la Vansa és un nucli del municipi de la Vansa i Fórnols, a l'Alt Urgell, a la vall de la Vansa. Es troba en un coster a prop del cap municipal, Sorribes de la Vansa, seguint el curs del riu de la Vansa, on hi desguassa el riu Fred. El 1991 Montargull tenia un habitant i actualment està despoblat.